# زرد (فیلم ۱۹۹۸)
«زرد» (انگلیسی: Yellow (1998 film)) یک فیلم است که در سال ۱۹۹۸ منتشر شد. از بازیگران آن می‌توان به جان چو اشاره کرد.